# Jia (artista)
Meng Jia (chinês: 孟佳, pinyin: Mèng Jia), mais conhecida como Jia, é uma cantora, dançarina, rapper e atriz chinesa. Ela fez parte do grupo Miss A, sob a gestão da JYP Entertainment. Em maio de 2016, Jia deixou o grupo depois que seu contrato com a gravadora expirou. Para começar sua carreira solo na China, Jia assinou um contrato com a Banana Plan Entertainment em 2016.

## Vida e carreira

### 1989-2009: Início da vida e início de carreira
Meng Jia nasceu em 3 de fevereiro de 1989, sendo a única filha de sua família. Ela freqüentou a escola em Pequim, onde foi recrutada pela JYP Entertainment em 2007. Mais tarde, ela frequentou o Seoul Institute of the Arts.
Ela era uma ex-integrante do grupo de projetos e uma versão chinesa das Wonder Girls, Sisters, mas foi cancelada devido a mudanças de membros e trainees dentro de sua empresa. Em 2009, ela apareceu no vídeo musical "My Color", da 2PM, ao lado da Fei.

### 2010-2015: Estréia com Miss A e primeiras aparições solo
Em 2010, Jia foi escolhida como membro do grupo Miss A. O grupo feminino de 4 integrantes estreou em 1 de julho de 2010.
Em 2011, Jia apareceu no videoclipe do single "Close Your Mouth", do M&D, e também fez várias aparições em Dream High e Dream High 2.
Em 2012, durante o longo hiatus de Miss A após suas promoções para o single "I Don't Need a Man", Jia participou de vários desfiles de moda e apareceu em várias revistas de moda. Ela também se apresentou no palco com a cantora Ivy durante suas promoções para o single "I Dance", e participou do especial Let's Go Dream Team 2 no Vietnã.
Entre 2013 e 2015, ela foi apresentadora do programa de rádio C-Radio da MBC com Fei e Zhou Mi, do Super Junior.
Ela estreou como atriz na série de televisão chinesa de 2014, One and a Half Summer ao lado de Nichkhun, e estreou no filme chinês The Third Way of Love, que também contou com performances de Song Seung-heon e Liu Yifei.

### 2016-presente: Partida da Miss A e estréia solo
O último álbum de Jia com a Miss A foi Colors, lançado em 30 de março de 2015. Ela deixou a Miss A e a JYP Entertainment em maio de 2016.
Em 8 de junho de 2016, Jia assinou um contrato com a Banana Plan Entertainment no Andaz Xintiandi em Xangai, marcando o início de sua carreira solo na China.
Em 18 de novembro, Jia lançou seu primeiro single solo, "Drip". Sendo seguido por "Who's That Girl" em 3 de janeiro de 2017, que ficou em sexto lugar na lista da Billboard China. Em 7 de abril, ela lançou o single "Candy".
Em 8 de abril de 2017, Jia foi agraciada com o prêmio de "Artista Revelação Feminina do Ano" no 5º Annual V Chart Awards.
No dia 19 de dezembro de 2017, Jia lançou seu quarto single, "Mood", em colaboração com Jackson Wang do Got7. Em 20 de março de 2018, ela retornou com o single "Weapon" e, posteriormente, em 4 de junho de 2018, lançou "Free".
Em 2020, ela se destacou no programa "Sisters Who Make Waves" da Hunan Television e se tornou membro do grupo musical feminino limitado X-SISTER. Em 30 de junho de 2023, Jia realizou seu primeiro concerto solo em Guangzhou, ocasião em que lançou seu segundo EP, "JIALAND", e apresentou pela primeira vez as novas músicas do álbum durante o show.

## Discografia

### EP
| Título  | Detalhes                                                                                                  |  |
| ------- | --- |  |
| Jia     | - Lançamento: 7 de abril de 2017 - Gravadora: Banana Plan Entertainment - Formatos: CD e download digital |  |
| JIALAND | - Lançamento: 30 de junho de 2023 - Formatos: CD e download digital                                       |  |

### Singles
| Título                                                                                   | Ano  | Melhor posição | Melhor posição | Vendas | Album                |
| Título                                                                                   | Ano  | China V Chart  | US World       | Vendas | Album                |
| ---------------------------------------------------------------------------------------- | ---- | -------------- | -------------- | ------ | -------------------- |
| "Drip"                                                                                   | 2016 | 8              | —              | —      | Jia                  |
| "Who's That Girl"                                                                        | 2017 | 6              | —              | —      | Jia                  |
| "Candy"                                                                                  | 2017 | 11             | —              | —      | Jia                  |
| "Mood" (com Jackson Wang)                                                                | 2017 | 6              | —              | —      | Lançamento sem álbum |
| "Free"                                                                                   | 2018 | 3              | —              | —      | Lançamento sem álbum |
| Singles promocionais                                                                     |      |                |                |        |                      |
| "Weapon"                                                                                 | 2018 | —              | —              | —      | Lançamento sem álbum |
| "Liwai" (例外)                                                                           | 2018 |                |                |        |                      |
| "等空车的人"                                                                             | 2018 |                |                |        |                      |
| "Glass Wall"                                                                             | 2021 |                |                |        |                      |
| "The East" (東方)                                                                        | 2021 |                |                |        |                      |
| "門沒鎖"                                                                                 | 2022 |                |                |        |                      |
| "No Thanks"                                                                              | 2022 |                |                |        |                      |
| "二十，三十"                                                                             | 2023 |                |                |        |                      |
| "星光"                                                                                   | 2023 |                |                |        |                      |
| "字正腔圓"                                                                               | 2024 |                |                |        |                      |
| "爲敵"                                                                                   | 2024 |                |                |        |                      |
| "—" indica lançamentos que não figuraram nas paradas ou não foram lançados nessa região. |      |                |                |        |                      |

### OST
| Ano  | Título                   | Detalhes |
| ---- | ------------------------ | -------- |
| 2024 | "Something Worth Saving" |          |

## Filmografia

### Filmes
| Ano  | Título                   | Papel   |
| ---- | ------------------------ | ------- |
| 2015 | The Third Way of Love    | XiaoYue |
| 2016 | Undercover Punch and Gun | Phantom |

### Dramas
| Ano  | Título                | Papel                                                          | Rede de TV       |
| ---- | --------------------- | -------------------------------------------------------------- | ---------------- |
| 2011 | Dream High            | Participação especial como uma dançarina de flash mob (ep. 16) | KBS2             |
| 2012 | Dream High 2          | Participação especial como ela mesma (ep. 15)                  | KBS2             |
| 2013 | One and a Half Summer | Song Qing                                                      | CJ E&M           |
| 2015 | L.U.V Collage         | Ai-ling                                                        | Gateway To Korea |

### Programas de variedade
| Ano  | Título                              | Emissora                  | Papel     | Notas          |
| ---- | ----------------------------------- | ------------------------- | --------- | -------------- |
| 2009 | You Will Grow Prettier If You Dance | ZRTG: Zhejiang Television | Convidada | com Fei        |
| 2011 | Gag Concert                         | SBS                       | Convidada | com Suzy & Min |
| 2011 | Sponge                              | KBS2                      | Convidada | com Suzy       |
| 2012 | Cool Food Wins The World            | ZRTG: Zhejiang Television | Convidada | com Fei        |
| 2013 | Let's Go Dream Team 2               | KBS2                      | Ela mesmo |                |
| 2013 | We Got Married                      | MBC                       | Convidada | com Min        |
| 2014 | Quiz To Change The World            | MBC                       | Convidada | com Fei        |
| 2015 | Youth Trainee                       | ZRTG: Zhejiang Television | Ela mesmo |                |
| 2015 | Laugh Out Loud                      | HBS: Hunan Television     | Convidada | com Fei        |
| 2015 | Star King                           | SBS                       | Convidada | com Min        |

### Rádio
| Ano       | Título             | Emissora    | Papel | Notas             |
| --------- | ------------------ | ----------- | ----- | ----------------- |
| 2013-2015 | Idols, True Colors | MBC C-Radio | MC    | com Fei e Zhou Mi |

### Aparições em vídeos musicais
| Ano  | Título da canção   | Artista    |
| ---- | ------------------ | ---------- |
| 2009 | "My Color"         | 2PM        |
| 2010 | "This Christmas"   | JYP Nation |
| 2015 | "Shake That Brass" | Amber Liu  |

## Prêmios e indicações
| Ano  | Prêmio                       | Categoria                       | Resultado | Ref           |
| ---- | ---------------------------- | ------------------------------- | --------- | ------------- |
| 2017 | 5th YinYueTai V-Chart Awards | Breakthrough Artist of the Year | Venceu    | [ 19 ] [ 20 ] |